# Карлин, Алекс
Алекс Карлин (англ. Alex Carlin, род. 17 июня 1957, Чикаго) — американский рок-музыкант и композитор, прославившийся как член известных калифорнийских групп The Rubinoos и Psycotic Pineapple, и также своей сольной карьерой. В 2009 поставил новый рекорд Гиннесса в Радомско, Польша, по самому длинному соло концерту, играя рок-музыку 32 часа.
В 1966 в пятом классе начальной школы Крагмонт в Беркли, Калифорния, Алекс и Джон Рубин (Jon Rubin) сформировали группу The Constipated Orange. В седьмом классе они и новые друзья Томми Дунбар (Tommy Dunbar) и Грег «Curly» Керанен стали The Rubinoos.
В конце 1970х the Rubinoos заработали международную славу после нескольких хитов, попавших в топ-40, в то время как Алекс играл как член Psycotic Pinneaple и сочинял песни для группы c другом, басистом и известным иллюстратором John Seabury, работы которого были показаны в Зале Славы Рок-н-ролла и были номинированы на «Грэмми».
В 1984 песня Little Demon, сочиненная Алексом и его друзьями, была исполнена Адрианом Змедом (Adrian Zmed) в популярном кинофильме «Мальчишник» (в главной роли Том Хэнкс).
В 1990х Алекс был главным гитаристом с легендарным Кранфордом Никсом (Cranford Nix).
В то же время Алекс играл в СССР со своей группой Alien Beachhead.
В 2000 году Алекс сформировал группу Rüt Höst и переехал в Европу, где отыгрывал более ста концертов в год на протяжении десяти лет с группой или в соло. Членами группы были легендарный джаз-фьюжн ударник Атма Анур (Atma Anur), известный по своей работе с Journey, ударник Peter Ffrench и басист J.R. Clegg.
В 2012 году название группы Алекса было изменено на ALEX CARLIN BAND. В данный момент члены группы - Алекс, ударник Денис Матуйзо и басист Андрей Самойлов, брат Петра Самойлова из группы «Алисы». Они пребывают большую часть времени в России, путешествуя по всей стране и выступая в каждом регионе, а также в соседних странах Центральной Азии.